# Nazionale maschile di beach soccer della Repubblica Ceca
La nazionale di beach soccer della Repubblica Ceca rappresenta la Repubblica Ceca nelle competizioni internazionali di beach soccer.